# Cal Colom (Ribera d'Ondara)
Cal Colom és una obra del poble de Llindars, al municipi de Ribera d'Ondara (Segarra) inclosa a l'Inventari del Patrimoni Arquitectònic de Catalunya.

## Descripció
Edifici de planta quadrada i integrat dins del nucli urbà del poble. Es tracta d'un edifici estructurat en planta baixa, primer pis i golfes amb coberta exterior a una vessant. A la façana principal és on trobem totes les obertures de la casa, restant la façana lateral completament paredada. La porta d'accés està constituïda per un portal d'arc de mig punt adovellat i presenta un treball incís a la clau d'arc amb data "ANI/1745/A 3/ABRIL". Al primer pis hi ha dos finestres integrades amb un tram parament fet amb carreus i que presenten un treball motllurat a la seva represa.

## Història
La casa de Cal Colom va ser catalogada com a patrimoni de béns immobles amb la hipòtesi de ser la casa originària de la família de Cristòfol Colom.